# Diablo Immortal
Diablo Immortal é um jogo RPG de ação e hack and slash da série Diablo, projetado para um jogador e multijogadores online nas plataformas móveis Android e iOS. Desenvolvido pela Blizzard Entertainment e NetEase Games, o jogo foi anunciado em 2018, e lançado oficialmente em 2 de junho de 2022.

## Desenvolvimento
Diablo Immortal foi desenvolvido em conjunto pela Blizzard Entertainment e a NetEase. A NetEase tem sido a parceira da Blizzard para lançamentos no mercado da China. A Blizzard pretende trazer a experiência da jogabilidade Diablo para as plataformas móveis e, como resultado, as interfaces refletem as escolhas que melhor encaixariam a jogabilidade nessa mídia. Ao projetar para um audiência focada em jogos de smartphones, Diablo Immortal busca alcançar demografias e regiões geográficas que usam dispositivos móveis como sua principal plataforma para jogos, e que poderiam não interagir com a série Diablo em outras plataformas.
O jogo foi lançado para Android, iOS e Windows em 02 de Junho de 2022. Jogadores podem realizar um pré-cadastro na página oficial do jogo para ter acesso ao beta. A Blizzard também anunciou planos de manter a experiência Diablo Immortal atualizada após o lançamento inicial, com regulares adições de histórias e personagens.
Em 21 de fevereiro de 2019, o CFO da NetEase, Yang Zhaoxuan, afirmou que o jogo estava "praticamente pronto" e ainda planejado para um lançamento em 2019. Entretanto, ele afirmou que a Blizzard seria quem definiria a data exata do lançamento.
Em novembro de 2019, durante a Blizzcon, a Blizzard postou uma atualização em seu blog oficial, confirmando que Diablo Immortal ainda estava em desenvolvimento. Porém, também afirmou que ainda não existia uma data específica para lançamento, pois "leva um tempo considerável para alcançar os níveis de qualidade que a Blizzard requer, e temos muitos objetivos ambiciosos para o Diablo Immortal." Detalhes adicionais confirmados no post incluem seis classes (Bárbaro, Cruzado, Caçador de Demônios, Monge, Necromante, e Arcanisto) e habilidades especiais específicas por classe.

## Jogabilidade
Diablo Immortal terá um "ritmo rápido", estará situado entre os eventos de Diablo II e Diablo III, e terá visuais similares ao do Diablo III.
O jogo foi projetado para touchscreen, com controles virtuais que se sobrepõem ao display: botões direcionais e de habilidades, com o jogador podendo mirar as habilidades ao manter os botões pressionados. Cada uma das seis classes possuem quatro habilidades. A Blizzard planeja que cada classe possa ter 12 habilidades, das quais os jogadores poderão escolher 5 para usar ao mesmo tempo.
Os personagens poderão obter items ao derrotar inimigos, e os items podem ser equipados através de um botão pop-up. Jogadores poderão entrar e sair de grupos para participarem de eventos dinâmicos. Diferentemente dos outros jogos da série, o recurso de mana foi removido e items equipados não alteram o visual do personagem.

## Recepção

### Crítica profissional
As versões iOS e PC receberam "críticas mistas ou médias" de acordo com o agregador de críticas Metacritic.
Os elogios se concentraram no combate "divertido" e "satisfatório" do jogo, nos gráficos, na interface do usuário, nos controles de toque, e na apresentação geral; considerando que as críticas foram focadas no enredo, sistema de nivelamento (citando a necessidade de grind, principalmente para jogadores free-to-play), e na dublagem.
Durante sua análise, Cam Shea da IGN disse que o jogo "é ótimo para jogar e, na maioria das vezes, parece muito bom também", e reiterou que ele é um "grande fã" dos controles de toque do jogo, ao mesmo tempo em que elogiou a simplificação do jogo e o sistema de inventário em comparação com seus antecessores. Ele também apoiou a alegação da Blizzard de que o jogo não exigia compras no jogo para desfrutá-lo, escrevendo "Nenhuma vez, em mais de 20 horas, eu me deparei com qualquer tipo de obstáculo inesperado onde parecia que eu deveria fazer uma compra para passar facilmente."
Outras publicações, no entanto, expressaram um nível mais alto de preocupação com os métodos de monetização do jogo. Igor Bonifacic, do Engadget, descreveu Immortal como "o melhor e mais preocupante jogo da Blizzard em anos" e "uma sequência mais adequada" para seus antecessores do que Diablo III, mas também apontou como "jogadores dispostos a gastar quantias quase infinitas de dinheiro no jogo para ser o mais poderoso", contrastando com o "espírito da franquia". 
Da mesma forma, Maddy Myers da Polygon escreveu que Diablo Immortal provou que "Diablo foi feito para ser um jogo para celular", mas apontou como as microtransações funcionam "um pouco bem demais" com a fórmula da série, escrevendo que "[elas] não se sentem apenas predatórias e manipuladoras; elas parecem o ingrediente final que permite que uma série já viciante atinja sua verdadeira forma."
Tyler Colp da PC Gamer disse que em relação às microtransações, "as red flags são grandes com este jogo."
Na primeira semana de lançamento, a Blizzard anunciou que Diablo Immortal teve o maior lançamento na história da franquia Diablo, alcançando mais de dez milhões de downloads. De acordo com o serviço de rastreamento de dados AppMagic, Immortal gerou mais de US$ 790.000 em suas primeiras 24 horas e US$ 14,5 milhões em sua primeira semana.

### Jogadores
No Metacritic, a versão de PC do jogo ficou com a nota média de 0,2 de 10, tornando-se a menor da história do site. As críticas dos jogadores se concentraram no uso de microtransações, alegando que o jogo aumentava deliberadamente a sua dificuldade para progredir sem o uso de dinheiro real, acusando-o de ser um jogo pay-to-win.
Dias após o lançamento, postagens feitas pelo Youtuber Bellular News mostraram por meio de cálculos, que seriam aproximadamente necessários 110 mil dólares para deixar um personagem em nível máximo. Os custos foram baseados nas gemas lendárias de nível máximo serem impossíveis de obtenção por jogadores free-to-play, enquanto que o processo de drop desses itens de acordo com a Eurogamer, eram "randomizadas e algumas vezes extremamente raras". Já a GameRant documentou que um streamer na Twitch, para demonstrar o sistema de progressão do jogo, gastou aproximadamente 21 mil dólares neozelandeses (13 mil dólares americanos) sem receber nenhuma gema lendária de nível alto. A Video Games Chronicle reportou a experiência do Youtuber Raxxanterax, que notou que ele perdeu facilmente para um whale.